# WTA de Courmayeur
O WTA de Courmayeur – ou Courmayeur Ladies Open, na última edição – foi um torneio de tênis profissional feminino, de categoria WTA 250.
Realizado em Courmayeur, no noroeste da Itália, estreou em 2021 e durou uma edição. Os jogos eram disputados em quadras duras cobertas durante o mês de outubro.

## Finais

### Simples
| Ano  | Campeã      | Vice-campeã  | Resultado |
| ---- | ----------- | ------------ | --------- |
| 2021 | Donna Vekić | Clara Tauson | 7–63, 6–2 |

### Duplas
| Ano  | Campeãs                 | Vice-campeãs           | Resultado        |
| ---- | ----------------------- | ---------------------- | ---------------- |
| 2021 | Wang Xinyu Zheng Saisai | Eri Hozumi Zhang Shuai | 6–4, 3–6, [10–5] |